# La Barca
La Barca är en kommunhuvudort i Mexiko.   Den ligger i kommunen La Barca och delstaten Jalisco, i den centrala delen av landet, 400 km väster om huvudstaden Mexico City. La Barca ligger 1 558 meter över havet och antalet invånare är 34 449.
Terrängen runt La Barca är huvudsakligen en högslätt. La Barca ligger uppe på en höjd. Runt La Barca är det ganska tätbefolkat, med 93 invånare per kvadratkilometer. La Barca är det största samhället i trakten. Trakten runt La Barca består till största delen av jordbruksmark.